# Giuseppe Pucci di Benisichi
Giuseppe Pucci di Benisichi (Petralia Sottana, 10 marzo 1867 – Petralia Sottana, 18 agosto 1942) è stato un politico italiano.
Proprietario terriero, fu sindaco di Petralia Sottana e fra i fondatori, nel 1920, assieme a Pietro Lanza di Scalea, del Partito Agrario Siciliano, col quale verrà eletto Deputato del Regno nella XXVI legislatura.